# Tomáš Enge
Tomáš Enge (* 11. září 1976, Liberec) je český automobilový závodník, první a doposud jediný český pilot Formule 1. Je synem dalšího úspěšného českého automobilového závodníka Břetislava Engeho a bratrem závodnice Lucie Engové. V roce 2001 závodil ve třech závodech za tým Prost. 10. prosince 1999 jako první Čech testoval vůz formule 1.

## Začátek kariéry
Tomáš Enge se narodil 11. září 1976 v Liberci. Ke sportu měl vždy blízko, syn výborného jezdce cestovních vozů se ale nejprve věnoval lednímu hokeji a skokům na lyžích. V té době málokdo tušil, že bude přepisovat historii českého motoristického sportu a dnes mu lze přezdívat Pán českých milníků.
Enge byl prvním českým jezdcem ve formuli 1, F3000, IndyCar a mnoha dalších prestižních sérií. Neúnavný bojovník také průběžně dokazoval svoji univerzálnost, která je v dnešním motoristickém světě vzácná. Liberecký rodák patří do světové špičky v závodech formulových vozů na okruzích i oválech, bravurně zvládá sportovní vozy a drží kvalifikační rekord v počtu pole position v řadě pro legendární závod 24 hodin Le Mans, při několika startech v rallye dokázal prohánět soutěžní specialisty.

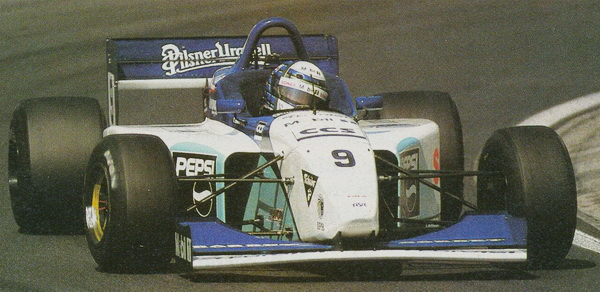
Formule 3000

Zatímco otec Břetislav zářil v osmdesátých letech v závodech cestovních vozů, kde se dostal až do továrního týmu BMW, mladý Tomáš tíhnul k zimním sportům. Sotva se mu ale přiblížily 16. narozeniny, už měl hotovou závodnickou školu Jiřího Mičánka v Brně a následně naskočil do českého šampionátu s vozem Ford Fiesta. V roce 1993 vytvořil posádku s Jaroslavem Páralem a obsadil tak 11. místo v konečném pořadí. V posledním závodě sezóny po boku svého otce poprvé vystoupil na stupně vítězů.
V roce 1994 měl v posádce Jürgena Rothera, se kterým společně dosáhli osmi postavení v čele startovního roštu. Pro sezónu 1995 získal pro Tomáše jeho manažer Antonín Charouz místo v nejlepším německém týmu formule Ford, v Eifelland Racing pana Alberta Hampera. Stejnou cestou kráčeli do F1 například Michael Schumacher, Heinz-Harald Frentzen, Ayrton Senna nebo Nigel Mansell.
V roce 1996 Tomáš Mistrovství Německa formule Ford vyhrál a v roce následujícím startoval v týmu BSR Bertrama Schäfera v Mistrovství Německa formule 3. Tento tým pro sezónu následující nezvolil vhodnou kombinaci motoru a podvozků a Tomáš přes veškeré nasazení získal do poloviny sezóny pouhé tři body. Manažer Charouz však našel ve svízelné situaci řešení a Tomáš v závěru července 1998 jel svůj první závod v mezinárodním mistrovství formule 3000. Mezinárodní šampionát F3000 byl v té době na vrcholu, ve startovním poli nechyběli jezdci kalibru Nicka Heidfelda či Juana Pabla Montoyi. V italském týmu AutoSport Racing absolvoval pět zbývajících závodů sezóny.Velmi rychle začal bojovat s daleko zkušenějšími jezdci o místa v první desítce a získal jeden bod.
V roce 1999 startoval Tomáš v italském týmu WRT Rafanelli. Nový tým na počátku sezóny prožil obtížné chvíle, Enge se přesto nevzdával a společnými silami situaci otočili. Vrcholem bylo druhé místo ve francouzském Magny Cours. Zisk šesti bodů stačil na celkové 10. místo. Na sklonku roku Tomáš psal historii, jako první Čech testoval vůz Formule 1. Ve žlutém Jordanu kroužil na dráze v Barceloně.

### 2000
Pro rok 2000 získal Tomáš post testovacího jezdce F1 týmu Jordan. Současně nastoupil do své druhé kompletní sezóny v mezinárodním mistrovství formule 3000 v barvách týmu mySAP.com team, kde dokázal zastínit favorizovaného kolegu Stephana Sarrazina. Průběžně bodoval a dočkal se historického úspěchu. Toho dosáhl dne 29. 7. 2000 na okruhu Hockenheimring, kde v dramatickém závodě dokázal zvítězit. V celkové klasifikaci to znamenalo zisk patnácti bodů a celkové šesté místo.

### 2001

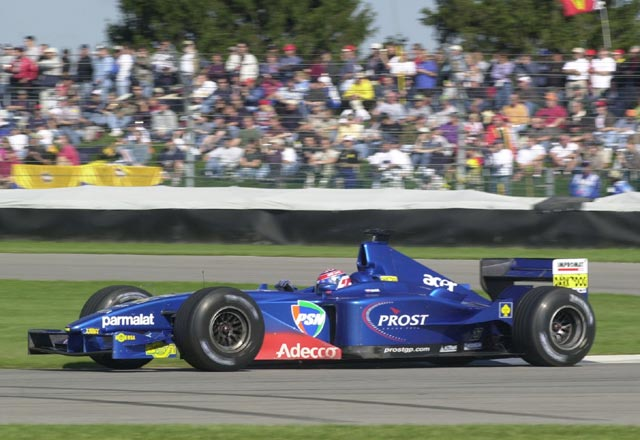
Prost AP04/Acer

V roce 2001 hájil Tomáš spolu s britem Justinem Wilsonem barvy týmu Coca-Cola Nordic Racing, spolu s ním a Markem Webberem utvořili trio jezdců bojujících o titul. Tomáš v šampionátu skončil třetí, ačkoliv nejel poslední závod, protože se naskytla životní příležitost. V neděli 16. září vyrazil v barvách týmu Prost do Grand Prix Itálie na okruhu v Monze a jako první český jezdec tak ochutnal závod formule 1. Po dokončení závodu měl další důvod k radosti, tým s ním totiž prodloužil spolupráci i na zbývající dva závody do konce sezóny a Tomáš se představil ještě v Indianapolis a v Suzuce.

### 2002

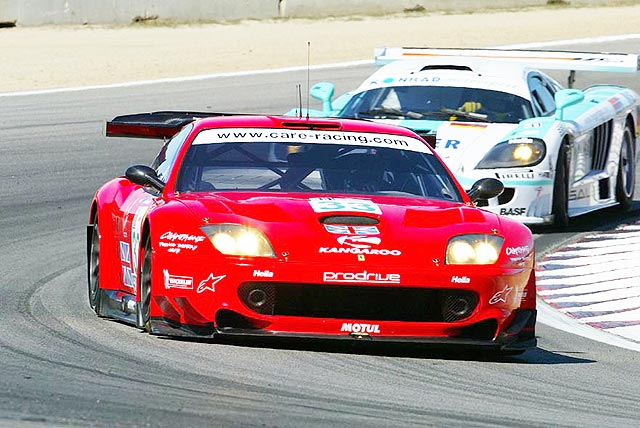
Ferrari 550 Maranello

V roce 2002 se Tomáš Enge představil v barvách týmu Arden International. Ve startovním poli Mezinárodního mistrovství FIA F3000 patřil mezi nejzkušenější jezdce a nabyté zkušenosti dokázal zúročit. Čtyřikrát byl v cíli odmávnut na prvním místě, k tomu přidal čtyři vítězství v kvalifikaci a pět nejrychlejších kol závodu. A tak získal titul. Ale Světová rada pro sportovní motorismus FIA jej na jednání v Paříži vyškrtla z výsledkové listiny GP Maďarska na Hungaroringu a odebrala deset bodů za vítězství. Po tomto závodě mu totiž byla zjištěna přítomnost zakázaných látek v moči, konkrétně marihuany, což potvrdil i test vzorku B. Novým šampiónem se tak stal Francouz Bourdais, druhý je Ital Pantano a Enge klesl na třetí místo.
V červnu se Tomáš Enge poprvé zúčastnil proslulého závodu 24h Le Mans, kde závodil s vozem Ferrari 550 Maranello týmu Prodrive. Enge vyhrál kvalifikaci třídy GTS a v závodu si připsal i nejrychlejší kolo své třídy. V závodu jeho posádka suverénně vedla, po jeho polovině ale musela odstoupit, když vůz zachvátil požár. Dalším úspěchem byly závody Americké série Le Mans, kde se Tomáš Enge vrátil do vozu Ferrari v závodě v kalifornské Laguně Sece po skončení Mezinárodního mistrovství FIA F3000. V Kalifornii získal pole position, zajel nejrychlejší kolo závodu a nakonec závod vyhrál. V dalším závodě Americké série Le Mans v Miami Tomáš Enge skončil třetí, v Petit Le Mans získal výborné druhé místo a vyhrál kvalifikaci.

### 2003
Úspěšné starty se sportovními vozy nasměrovaly Engeho angažmá v roce 2003, ve kterém patřil mezi nejvytíženější jezdce. Vrcholem sezony byl druhý start v Le Mans, kde s týmem Veloqx Prodrive Racing slavil ve třídě GTS vítězství v legendární čtyřiadvacetihodinovce a stejně jako o rok dříve si odvezl i plaketu za nejrychlejší kvalifikační kolo tříd GTS/GT. S týmem Prodrive se také zúčastnil American Le Mans Series, kde se několikrát blýsknul vítěznou kvalifikací nebo nejrychlejšími koly závodu, příčka nejvyšší mu ale z rozličných důvodů několikrát unikla. Další starty přidal Tomáš Enge v šampionátu FIA GT s českým týmem MENX. Vedle toho stihl okusit i svět rallye, kde si při svých premiérových startech vedl velmi dobře a největšími úspěchy jsou šesté místo v Barum Rally Zlín a druhé místo v rallye sprintu ve Vyškově. V září pak Tomáš Enge usedl po téměř roční pauze do formulového vozu a se špičkovým týmem Panther Racing, který dvakrát vyhrál Indy Racing League, testoval na oválu ve Fontaně. Hned při svých prvních jízdách ukázal český jezdec svou rychlost, když zajel srovnatelné časy s dvojnásobným šampionem IRL Samem Hornishem juniorem.

### 2004
V sezóně 2004 se Tomáš vrátil do monopostu a závodil v Mezinárodním šampionátu FIA F3000 s novým týmem ma-con Dark Dog Charouz. Po počátečních neúspěších způsobených vývojem vozu a nedostatkem cenných zkušeností nového týmu se v druhé polovině dostavily výborné výsledky. Enge opět dokázal svoji kvalitu a několikrát zajel nejrychlejší kolo závodu a obsadil příčku mezi nejlepšími třemi. V týmu Prodrive Ferrari se opět zúčastnil slavného závodu 24 hodin LeMans. Po třetí v řadě dokázal zajet nejrychlejší kolo kvalifikace třídy GTS/GT ale do cíle se posádce z technických důvodů dojet nepodařilo. V závěru sezóny se úspěšně zúčastnil testů v zámořské sérii IRL v týmu Patrick Racing a následně i dvou posledních závodů sezóny 2004.

### 2005

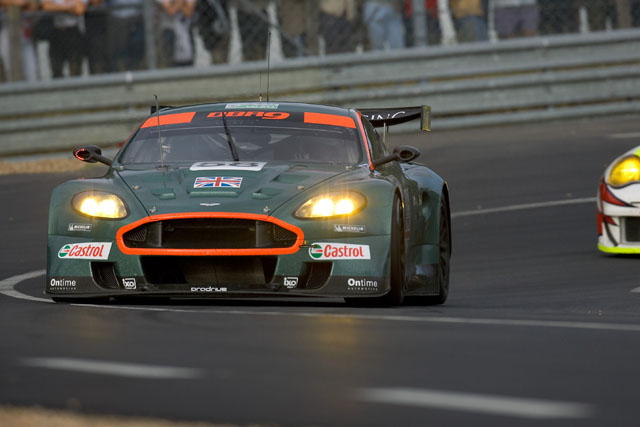
Aston Martin DBR9

Právě závody IndyCar byly Engeho prioritou v roce 2005. V barvách týmu Panther Racing ukázal, že se dokáže přizpůsobit i oválům. Rychle dokázal předvést svoji rychlost v kvalifikaci, ale v prvních pár závodech mu uškodily technické problémy. Udělal skvělou práci v legendárních Indy 500, kde jel pohodlně ve vůdčí skupině, ale skončil poté, kdy Danica Patricková udělala chybu během žluté fáze. Český jezdec to přesto nevzdal a zvládl to skvěle v Texasu, Richmondu a Kansasu, kde bojoval o stupínky vítězství a dvakrát zajel nejrychlejší kolo.
Enge se znovu vrátil do Le Mans, tentokrát jako člen továrního Aston Martin týmu. Znovu ukázal svoji rychlost výhrou kvalifikace GT1 třídy. Toto udělal počtvrté za sebou a také si vylepšil vlastní rekord v této třídě. Závodil také v Le Mans Endurace Series s českým týmem MenX a Ferrari 550 Maranello. Byl daleko nejrychlejším jezdcem v této třídě během úvodního závodu ve Spa a v Monze vystoupil na stupně vítězů.
Na závěr roku Tomáš debutoval v nově vzniklém klání národů A1GP – Světový pohár motorsportu. Pro Českou republiku vybojoval první stupně vítězů v Malajsii a hlavně se zasloužil o vítěznou tečku při poslední závodu úvodní sezóny v čínské Šanghaji, který se jel už v roce 2006.

### 2006
Tomáš Enge se v sezóně 2006 soustředil především na starty v zámořské American Le Mans Series s továrním vozem Aston Martin DBR9 týmu Aston Martin Racing. V konečné klasifikaci jezdců obsadil čtvrté místo, když se mu podařilo dva závody v Salt Lake a Petit Le Mans vyhrát. Ve slavném závodě 24h Le Mans Tomášovi proklouzlo vítězství mezi prsty a nakonec skončil na druhém místě. Útěchou mu bylo alespoň páté vítězství v řadě v kvalifikaci třídy GT1, což se předtím nikdy nikomu nepodařilo.

### 2007

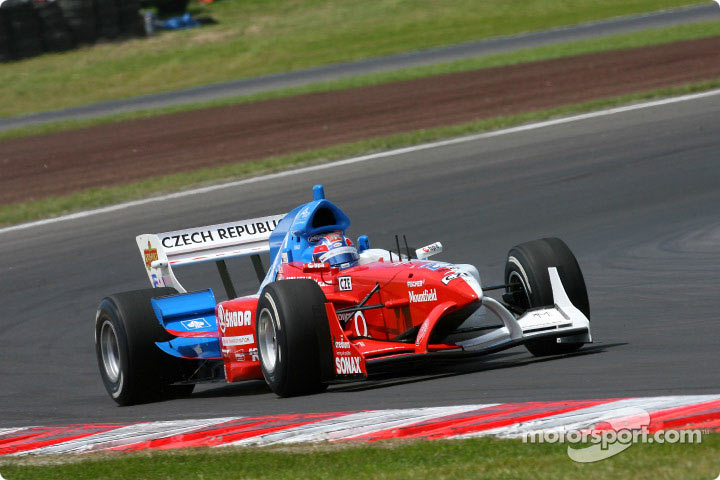
A1GP 2006/2007

V sezóně 2007 Tomáš znovu dokázal obrovskou bojovnost, ačkoliv se musel vypořádat s hodně těžkými okamžiky. Začátek přitom vypadal více než dobře, šesté místo se Samax Motorsport při premiéře v Daytoně, třetí místo GT2 s Ferrari 430 Scuderia Ecosse v úvodním závodu FIA GT, první řada se stejným vozem týmu Petersen Motorsports ve slavné dvanáctihodinovce v Sebringu. Druhý závod ALMS v St. Petersburgu přinesl nejvážnější zranění. Při boji o vítězství Tomáš havaroval a vážně si poranil levý loket. Po operaci prokázal český jezdec obrovskou vůli a navzdory všem předpovědím se vrátil za volant závodního vozu už za šest týdnů. Přitom dokázal hned vyjet pole position a skvělý výkon korunoval vítězstvím ve třídě GT2 v samotném závodu.
S továrním týmem Aston Martin se pak vrátil do Le Mans, kde mu proměnlivé počasí zabránilo usilovat o šestý kvalifikační triumf v řadě. V samotném závodě byl dlouho ve hře o prvenství, neplánované opravy po incidentu jednoho z kolegů a následné dramatické stíhací jízdě posádku odsunuly na konečné čtvrté místo. Enge v průběhu roku testoval také vůz IndyCar pro tým Samax Motorsport, za který nastoupil s prototypem Pontiac Riley také do několika závodů GrandAm. Nejlepším výsledkem bylo druhé místo v posledním podniku sezóny v Salt Lake City.
Od září do prosince si Tomáš dopřál dlouhou přestávku, kterou využil k doléčení v dubnu poraněného lokte. Ve skvělé fazóně se pak vrátil do českého týmu A1GP, když v čínské Žuhaji vyjel šesté a osmé místo, ačkoliv s formulovým vozem jel po deset měsíců dlouhé přestávce.

### 2008

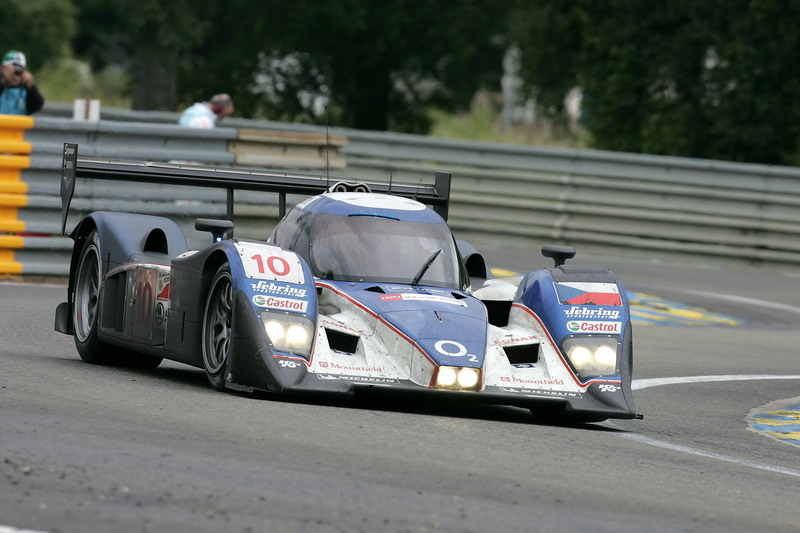
Lola B08/60 Coupe - Aston Martin V12

Pro sezonu 2008 se Tomáš Enge stal oficiálním továrním jezdcem týmu Aston Martin Racing. V Le Mans Series působil v týmu Modena a s vozem Aston Martin DBR9 a týmovým kolegou Antoniem Garcíou vybojoval druhé místo v konečném hodnocení třídy GT1; v rámci několika společných startů se Stefanem Mückem ve FIA GT Championship pro Aston Martin vyvíjeli vůz Vantage V8 třídy GT2 a s modelem DBRS9 si Tomáš poprvé vyzkoušel čtyřiadvacetihodinový závod na okruhu Nürburgring.
Podruhé v kariéře se Tomáš Enge roku 2008 zúčastnil také čtyřiadvacetihodinovky v Daytoně. Nechyběl ani při dalším slavném maratónu v Le Mans, kde se premiérově představil v královské kategorii LMP1 s vozem Lola B08/60 Coupe – Aston Martin týmu Charouz Racing System a v cíli se radoval z 9. místa absolutně. S výjimkou prvního závodního víkendu na Hungaroringu se Tomáš s vozem Mercedes-Benz DTM C-Klasse týmu Charouz Racing System zúčastnil kompletního Mistrovství České republiky v závodech na okruzích, kde vybojoval svůj první domácí okruhový titul.

### 2009
V roce 2009 byl Tomáš Enge opět továrním jezdcem týmu Aston Martin Racing, ve kterém při debutu nového vozu Aston Martin LMP1 v Barceloně získal společně s Janem Charouzem a Stefanem Mückem cenný triumf, který zopakoval také na Nürburgringu. V posledním závodě sezóny v Silverstone česko-německé trio získalo cenný titul v celkovém hodnocení šampionátu Le Mans Series. Již poosmé se Enge zúčastnil nejslavnějšího závodu světa 24h Le Mans, kde v barvách českého týmu Aston Martin Racing Eastern Europe s výše zmíněnými kolegy obsadil čtvrté místo v absolutní klasifikaci a triumf mezi prototypy poháněné benzínovým motorem. Tomáš Enge se po pětileté pauze vrátil za volant soutěžního vozu. V barvách týmu CNG Seznam.cz Rally Teamu s Mitsubishi Lancer EVO IX poháněné stlačeným zemním plynem se liberecký rodák účastní českého sprintrallyového mistrovství. Objevuje se také v mezinárodním mistrovství České republiky v závodech automobilů na okruzích s vozem Mercedes-Benz DTM a týmem Sauto.cz Racing.

### 2010
Tomáš Enge se v roce 2010 zúčastnil v týmu Young Driver AMR premiérového ročníku světového šampionátu FIA GT1 společně se svým britským kolegou Darrenem Turnerem. V šestém podniku sezóny na německém okruhu Nürburgring se česko-britské posádce podařilo zvítězit, v předposledním podniku na okruhu Interlagos v Brazílii skončila druhá. Až do závěrečného podniku sezony Tomáš Enge s Darrenem Turnerem bojovali o celkové prvenství v šampionátu, nakonec však vzhledem k těsným rozestupům v mistrovství skončili čtvrtí se ztrátou jediného bodu na třetí místo. Tomáš Enge se v letošním roce zúčastnil již podeváté čtyřiadvacetihodinového závodu v Le Mans. S vozem Aston Martin DBR9 obsadil společně s Peterem Koxem a Christofferem Nygaardem třetí pozici ve třídě LMGT1.

### 2011
V uplynulé sezóně pokračoval Tomáš Enge v týmu Young Driver AMR v šampionátu FIA GT1 World. Liberecký závodník se ve voze Aston Martin DBR9 střídal s Němcem Alexem Müllerem, se kterým dokázal získat celkem čtyři pódiová umístění. Dvě druhá místa získalo česko-německé duo v Pekingu a v Silverstone, třetí pozice pak v Zolderu a Paul Ricard. Tomáš Enge skončil v celkové klasifikaci mistrovství světa na čtvrtém místě. Český jezdec absolvoval v roce 2011 celkem tři čtyřiadvacetihodinové závody a to v Dubaji, Daytoně a Spa-Francorchamps.

### 2012
V roce 2012 potkala českého závodníka druhá dopingová aféra v jeho kariéře. Přestože FIA jeho argumenty uznala, po neúspěšném odvolání mu uložila osmnáctiměsíční trest zákazu činnosti. Německý tým Reiter Engineering však využil jeho „závodnické dovolené“ a zaměstnal Tomáše na plný úvazek jako testovacího jezdce.

### 2013
Tomáš Enge pokračoval v týmu Reiter Engineering s testováním a vývojem nového vozu SaReNi Camaro GT3. Ze závodního světa tedy nezmizel, ba naopak, pilně se věnoval přípravě svého návratu. Zároveň se i více zaměřil na coaching gentleman jezdců, kterým nastavoval vozy a ukázal jim zákoutí závodnického prostředí. Mladým nadějným jezdcům a jejich týmům pomáhal s rozborem jízdy, telemetrií a přizpůsobením vozu na daného jezdce dle jeho požadavků. Výsledkem bylo zrychlení a spokojenost celého týmu.

### 2014
Čtyřiadvacet závodních víkendů, třináct států, sedm šampionátů a čtyři závodní speciály. To je bilance Tomáše Engeho v závodní sezóně 2014, ve které se postavil na start vždy s vozy svého týmu Reiter Engineering. Závody nabity rok otevřel liberecký rodák vítězstvím v ulicích St Petersburg. Z celkového prvenství se Tomáš radoval v tomto roce ještě 4x a dohromady stál 12x na stupních vítězů. K tomu stál 8x na Pole Position za nejrychlejší kvalifikační čas a připsal si 6x nejrychlejší kolo v závodě. Úspěšnou, a však zároveň dlouhou a náročnou sezónu uzavřel jezdec německého týmu opět vítězstvím, tentokrát na městském okruhu v Bangsaen. Díky skvělému výsledku z posledního závodu získal druhé místo v absolutním pořadí thajského šampionátu vozů GT.

### 2015
Rok 2015 přinesl Tomáši Engemu titul v asijském šampionátu Thailand Super Series, ve kterém startoval s vozem Chevrolet Camaro GT3 u týmu  Vattana Motorsport. Mimo to se představil také v prestižních seriálech, jakými jsou Japan Super GT, Pirelli World Challenge, Australia GT Championship, 24H Series, či ADAC GT Masters. Enge si v těchto seriálech připsal celou řadu pódiových umístění, přičemž mezi ty nejhodnotnější patřilo vítězství v kvalifikaci a v závodě ADAC GT Masters na Red Bull Ringu, kde český závodník startoval s vozem Lamborghini Gallardo R-EX a týmovým Davidem Russellem.

### 2016
Závodní sezónu 2016 zahájil Tomáš v polovině března vytrvalostním závodem 12 H Italy na okruhu v italském Mugellu. Následně by se měl představit také ve vybraných závodech Thajského šampionátu GT vozů. Rok 2016 se nese mj. také ve znamení dalšího vývoje vozu KTM X-Bow GT4, jenž je již třetím rokem připravován v dílnách německého týmu Reiter Engineering. Mimo jezdce a vývojáře se Tomáš letos představuje také v roli managera. Tuto „novou“ roli absolvuje v rámci ambiciózního projektu Reiter Young Stars, kde působí jako hlavní koordinátor. Zajímavé zpestření roku pak bezpochyby představuje také červnový start v mosteckém závodě obnoveného Octavia Cupu.

### 2021
Premiéra na Rallye Dakar v kategorii SSV, tým Buggyra, spolujezdec Vlastimil Tošenovský.

## Výsledky

### 24h Spa
| Rok  | Tým                     | Jezdci                      | Vůz                          | Třída | Kola | Umístění | Třída Pos. |
| ---- | ----------------------- | --------------------------- | ---------------------------- | ----- | ---- | -------- | ---------- |
| 1999 | BMW FINA Team Rafanelli | David Saelens Jenson Button | BMW 320i E46 BMW / Rafanelli | SP    | 22   | DNF      | DNF        |

### Výsledky Tomáše Engeho ve FIA Formula 1 World Championship
| Legenda k tabulce | Legenda k tabulce                                                                       |
| Barva             | Výsledek                                                                                |
| ----------------- | --------------------------------------------------------------------------------------- |
| Zlatá             | Vítěz                                                                                   |
| Stříbrná          | 2. místo                                                                                |
| Bronzová          | 3. místo                                                                                |
| Zelená            | Bodované umístění                                                                       |
| Modrá             | Nebodované umístění                                                                     |
| Modrá             | Dokončil neklasifikován (NC)                                                            |
| Fialová           | Odstoupil (Ret)                                                                         |
| Červená           | Nekvalifikoval se (DNQ)                                                                 |
| Červená           | Nepředkvalifikoval se (DNPQ)                                                            |
| Černá             | Diskvalifikován (DSQ)                                                                   |
| Bílá              | Nestartoval (DNS)                                                                       |
| Bílá              | Závod zrušen (C)                                                                        |
| Světle modrá      | Pouze trénoval (PO)                                                                     |
| Světle modrá      | Páteční testovací jezdec (TD)                                                           |
| Bez barvy         | Netrénoval (DNP)                                                                        |
| Bez barvy         | Vyřazen (EX)                                                                            |
| Bez barvy         | Nepřijel (DNA)                                                                          |
| Bez barvy         | Odvolal účast (WD)                                                                      |
| Bez barvy         | Nezúčastnil se (prázdné)                                                                |
| Označení          | Význam                                                                                  |
| Tučnost           | Pole position                                                                           |
| Kurzíva           | Nejrychlejší kolo                                                                       |
| †                 | Jezdec nedojel do cíle, ale byl klasifikován, protože odjel více než 90 % délky závodu. |
| ‡                 | Byl udělován poloviční počet bodů, protože bylo odjeto méně než 75 % délky závodu.      |
| Horní index       | Umístění bodujících jezdců ve sprintu                                                   |

| Rok  | Tým              | Šasi       | Motor                 | 1   | 2   | 3   | 4   | 5   | 6   | 7   | 8   | 9   | 10  | 11  | 12  | 13  | 14  | 15     | 16     | 17      | Umístění | Body |
| 2001 | Prost Grand Prix | Prost AP04 | Acer V10(Ferrari 049) | AUS | MAL | BRA | SMR | ESP | AUT | MON | CAN | EUR | FRA | GBR | GER | HUN | BEL | ITA 12 | USA 14 | JPN Ret | -        | 0    |

### Výsledky Tomáše Engeho v závodech 24 hodin Le Mans
| Rok  | Kategorie | Tým                                         | Vůz-Motor                                        | Další jezdci                  | Umístění                 |
| 2002 | GTS       | Prodrive Racing                             | Ferrari 550-GTS Maranello -Ferrari F131 6.0L V12 | Alain Menu, Rickard Rydell    | nedokončil               |
| 2003 | GTS       | Veloqx/Prodrive Racing                      | Ferrari 550-GTS Maranello -Ferrari F133 5.9L V12 | Peter Kox, Jamie Davies       | 1. místo (10. absolutně) |
| 2004 | GTS       | Prodrive Racing                             | Ferrari 550-GTS Maranello -Ferrari F133 5.9L V12 | Peter Kox, Alain Menu         | 4. místo (11. absolutně) |
| 2005 | GT1       | Aston Martin Racing                         | Aston Martin DBR9-Aston Martin 6.0L V12          | Peter Kox, Pedro Lamy         | nedokončil               |
| 2006 | GT1       | Aston Martin Racing                         | Aston Martin DBR9-Aston Martin 6.0L V12          | Darren Turner, Andrea Piccini | 2. místo (6. absolutně)  |
| 2007 | GT1       | Aston Martin Racing                         | Aston Martin DBR9-Aston Martin 6.0L V12          | Johnny Herbert, Peter Kox     | 4. místo (9. absolutně)  |
| 2008 | LMP1      | Charouz Racing System – Aston Martin Racing | Lola B08/60 Coupe – Aston Martin V12             | Jan Charouz, Stefan Mücke     | 9. místo (9. absolutně)  |
| 2009 | LMP1      | Aston Martin Racing Eastern Europe          | Lola B09/60 Coupe – Aston Martin V12             | Jan Charouz, Stefan Mücke     | 4. místo (4. absolutně)  |

### Přehled kariéry Tomáše Engeho
| Sezóna  | Šampionát                              | Kategorie | Tým                                          | Vůz                                              | Závody | Pole position | Vítězství | Body | Konečné umístění |
| 1991    | Motokáry                               |           |                                              |                                                  |        |               |           |      |                  |
| 1992    | Ford Fiesta Cup                        |           | Svět Motorů                                  | Ford Fiesta                                      |        |               |           |      |                  |
| 1993    | Ford Fiesta Cup                        |           |                                              | Ford Fiesta                                      |        |               |           |      | 13. místo        |
| 1994    | Ford Fiesta Cup                        |           |                                              | Ford Fiesta                                      |        | 8             | 5         |      | 9. místo         |
| 1995    | Formule Ford 1800 Německo              |           | Eifelland Racing                             |                                                  |        |               | 4         |      | 3. místo         |
| 1996    | Formule Ford 1800 Německo              |           | Charouz Racing Systems                       | Van Diemen RF96                                  |        |               | 4         |      | 1. místo         |
| 1997    | Formule 3 Německo                      |           | Opel Team BSR                                | Dallara F397-Opel                                | 18     | 1             | 0         | 30   | 12. místo        |
| 1998    | Formule 3 Německo                      |           | Opel Team BSR                                | Martini MK73-Opel Spiess                         | 9      | 0             | 0         | 3    | 19. místo        |
| 1998    | FIA Formule 3000                       |           | AutoSport Racing                             | Lola T96/50-Zytek                                | 5      | 0             | 0         | 1    | 22. místo        |
| 1999    | FIA Formule 3000                       |           | WRT Fina                                     | Lola T96/50-Zytek                                | 10     | 0             | 0         | 6    | 11. místo        |
| 1999    | American Le Mans Series                | Prototype | Team Rafanelli SRL                           | Riley & Scott Mk. III-Judd                       | 2      | 0             | 0         | 15   | 64. místo        |
| 2000    | FIA Formule 3000                       |           | mySAP.com Team                               | Lola T99/50-Zytek                                | 10     | 1             | 1         | 15   | 6. místo         |
| 2001    | FIA Formule 3000                       |           | Coca-Cola Nordic Racing                      | Lola T99/50-Zytek                                | 11     | 3             | 2         | 39   | 3. místo         |
| 2002    | FIA Formule 3000                       |           | Arden Team Russia                            | Lola B02/50-Zytek                                | 12     | 4             | 3         | 50   | 3. místo         |
| 2002    | American Le Mans Series                | GTS       | Prodrive Racing                              | Ferrari 550 Maranello                            | 3      |               |           |      |                  |
| 2003    | American Le Mans Series                | GTS       | Veloqx/Prodrive Racing                       | Ferrari 550 Maranello                            | 9      | 1             | 1         | 97   | 7. místo         |
| 2003    | FIA GT Championship                    | N-GT      | Menx                                         | Ferrari 360 Modena                               | 5      | 0             | 0         | 7    | 22. místo        |
| 2004    | FIA Formule 3000                       |           | Ma-con Dark Dog Charouz                      | Lola B02/50-Zytek                                | 10     | 0             | 0         | 38   | 4. místo         |
| 2004    | Indy Racing League                     |           | Patrick Racing                               | Dallara IR2-Chevrolet                            | 2      | 0             | 0         | 31   | 27. místo        |
| 2004    | MMČR rally                             | A8        | Styllex Tuning Prosport                      | Ford Focus WRC                                   | 1      | 0             | 0         | 15   | NC               |
| 2005    | Indy Racing League                     |           | Panther Racing                               | Dallara IR2-Chevrolet                            | 15     | 0             | 0         | 261  | 16. místo        |
| 2005    | American Le Mans Series                | GT1       | Aston Martin Racing                          | Aston Martin DBR9                                | 1      | 0             | 0         | 14   | 14. místo        |
| 2005    | Le Mans Series                         | GT1       | MenX                                         | Ferrari 550 Maranello                            | 2      | 0             | 0         | 29   | 4. místo         |
| 2005–06 | A1 Grand Prix                          |           | A1 Team Czech Republic                       | Lola-Zytek                                       | 20     | 0             | 1         | 56   | 12. místo        |
| 2006    | American Le Mans Series                | GT1       | Aston Martin Racing                          | Aston Martin DBR9                                | 10     | 3             | 2         | 159  | 3. místo         |
| 2006    | FIA GT Championship                    | GT1       | BMS Scuderia Italia                          | Aston Masrtin DBR9                               | 1      | 0             | 0         | 8    | 19. místo        |
| 2006    | Indy Racing League                     |           | Cheever Racing                               | Dallara IR2-Honda                                | 1      | 0             | 0         | 12   | 32. místo        |
| 2006    | MMČR okruhy                            | Divize 4  | AMG M3000 Mercedes                           | Mercedes-Benz CLK DTM                            | 1      | 1             | 1         | 10   | NC               |
| 2006–07 | A1 Grand Prix                          |           | A1 Team Czech Republic                       | Lola-Zytek                                       | 12     | 0             | 0         | 27   | 12. místo        |
| 2007    | American Le Mans Series                | GT2       | Peteresen Motorsports/White Lightning Racing | Ferrari 430 GT                                   | 5      | 5             | 1         | 42   | 18. místo        |
| 2007    | FIA GT Championship                    | GT2       | Scuderia Ecosse                              | Ferrari 430 GT2                                  | 3      | 0             | 0         | 9    | 18. místo        |
| 2007    | FIA GT Championship                    | GT1       | RBImmo Racing Team/Konrad Motorsport         | Saleen S7R                                       | 1      | 0             | 0         | 0    |                  |
| 2007    | Grand-Am                               | DP        | SAMAX Motorsport                             | Riley Mk. XI-Pontiac 5.0L V8                     | 5      | 0             | 0         | 93   | 35. místo        |
| 2007    | MMČR okruhy                            | Divize 4  | Charouz Racing System                        | AMG M3000 Mercedes                               | 1      | 0             | 1         |      |                  |
| 2007–08 | A1 Grand Prix                          |           | A1 Team Czech Republic                       | Lola-Zytek                                       | 4      | 0             | 0         | 10   | 19. místo        |
| 2008    | Le Mans Series                         | GT1       | Team Modena                                  | Aston Martin DBR9                                | 5      | 3             | 3         | 36   | 2. místo         |
| 2008    | MMČR okruhy                            | Divize 4  | Charouz Racing System                        | Mercedes-Benz DTM C-Klasse                       | 11     |               | 8         | 96   | 1. místo         |
| 2008    | 24h Nürburgring                        | SP8       |                                              | Aston Martin DBRS9                               | 1      | 0             | 0         | 0    | NC               |
| 2008    | Grand-Am                               | DP        | SAMAX Motorsport                             | Riley Mk. XI-Pontiac 5.0L V8                     | 1      | 0             | 0         | 0    | NC               |
| 2008    | FIA GT Championship                    | G2 / GT1  | Aston Martin Racing / IPB Spartak Racing     | Aston Martin Vantage V8 / Lamborghini Murcielago | 3      | 2             | 2         | 8    | 16. místo        |
| 2008    | Langstrecken Meisterschaft Nürburgring |           | Aston Martin Racing                          | Aston Martin DBRS9                               | 2      | 0             | 1         |      |                  |
| 2009    | Le Mans Series                         | LMP1      | Aston Martin Racing                          | Lola-Aston Martin LMP1                           | 5      | 1             | 2         | 39   | 1. místo         |
| 2009    | MMČR okruhy                            | Divize 4  | Sauto.cz Racing Team                         | Mercedes-Benz DTM C-Klasse                       | 4      |               | 3         | 60   | 6. místo         |
| 2009    | MČR Sprintrally                        | S/2       | CNG Seznam.cz Rally Team                     | Mitsubishi Lancer EVO IX CNG                     | 6      | 0             | 1         | 44   | 3. místo         |
| 2009    | Grand-Am                               | DP        | Alegra Motorsports                           | Riley/BMW                                        | 2      | 0             | 0         | 35   | 43. místo        |
| 2009    | Asian Le Mans Series                   | LMGT2     | Team Hong Kong Racing                        | Aston Martin Vantage                             | 2      | 0             | 0         | 2    | 9. místo         |

### Rally Dakar
| Rok  | Třída                 | Team                        | Vůz          | Umístění |
| ---- | --------------------- | --------------------------- | ------------ | -------- |
| 2021 | Light Prototypes (T3) | Buggyra Zero Mileage Racing | Can-Am DV 21 | 10.      |